# Юдзьо
Юджьо (яп. 遊女 — «жінка для задоволень») — збірна назва повій та куртизанок (але не гейш), що існувала протягом всієї японської історії. 

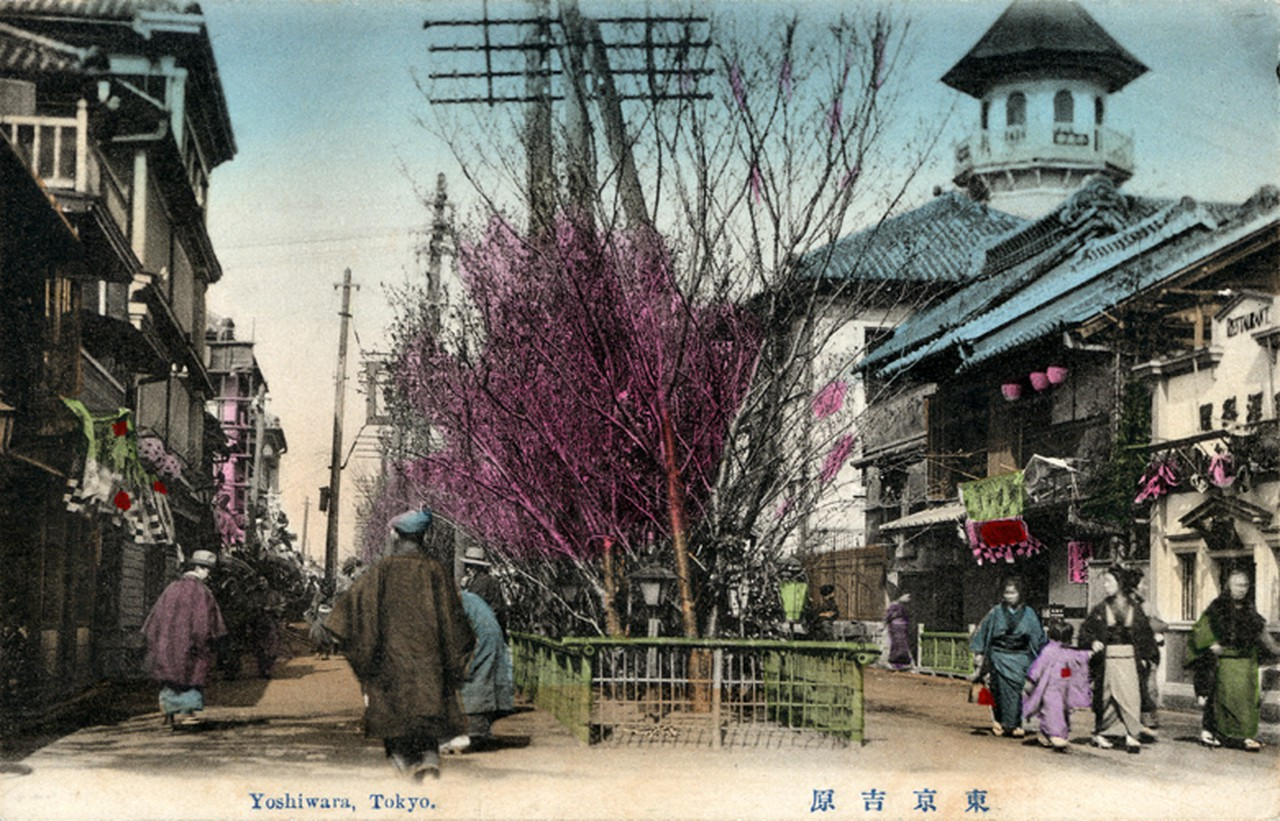
Йошівара в Токіо, старовинна листівка

У 1956 японським урядом прийнятий закон про заборону проституції (яп. 売春防止法 — байшюмбо: Сіхо:), який говорить: «проституція принижує людську гідність, суперечить моральності в суспільстві, що піклується про власний вигляд» (яп. 売春が人としての尊厳を害し、性道徳に反し、社会の善良の風俗をみだすものである). Проте, у Японії до його ухвалення проституцію розглядали лише як на одну з професій. Закони захищали права повій, натомість ті повинні були регулярно платити податки. Оборот ринку проституції, за оцінками, перевищує 2,3 трильйони єн, що становить 0,4-0,5 % ВВП. 
В Японії «секс-індустрія» та «проституція» — не те ж саме. Японське законодавство трактує проституцію як статевий акт за плату, легальні секс-клуби пропонують послуги, не пов'язані з коїтусом, наприклад, оральний секс.